# 克孜勒尤尔杜兹 (玛纳斯区)
克孜勒尤尔杜兹（意译“红星村”）是吉尔吉斯斯坦塔拉斯州玛纳斯区下辖的一个村。根据2009年吉尔吉斯共和国人口普查，全村人口为2421人。